# La gang dei segugi
La gang dei segugi (Clue Club), anche nota come Woofer And Wimper, Dog Detectives, è una serie animata prodotta da Hanna-Barbera. È stata trasmessa su CBS dal 14 agosto al 25 novembre 1976.

## Personaggi
- Bully e Billy i due cani poliziotti
- Larry: l'investigatore ufficiale del gruppo
- Didi e Pepper: i due aiutanti di Larry
- Dotty: la ragazzina prodigio
- Sceriffo Bagley

## Episodi
| Nº | Titolo originale                    | Titolo italiano              | Prima TV USA      |
| -- | ----------------------------------- | ---------------------------- | ----------------- |
| 1  | The Paper Shaper Caper              | Lo zoo di carta              | 14 agosto 1976    |
| 2  | The Case of the Lighthouse Mouse    | Il ladro misterioso          | 21 agosto 1976    |
| 3  | The Real Gone Gondola               | Il giallo della funivia      | 28 agosto 1976    |
| 4  | Who's to Blame for the Empty Frame? | La cornice vuota             | 4 settembre 1976  |
| 5  | The Weird Seaweed Caper             | Le orme del mostro           | 11 settembre 1976 |
| 6  | The Green Thumb Caper               | Le rapine misteriose         | 18 settembre 1976 |
| 7  | The Disappearing Airport Caper      | L'aeroporto scomparso        | 25 settembre 1976 |
| 8  | The Walking House Caper             | La casa che cammina          | 2 ottobre 1976    |
| 9  | The Solar Energy Caper              | Il generatore solare         | 9 ottobre 1976    |
| 10 | The Vanishing Train Caper           | Il treno scomparso           | 16 ottobre 1976   |
| 11 | The Dissolving Statue Caper         | La statua scomparsa          | 23 ottobre 1976   |
| 12 | The Missing Pig Caper               |                              | 30 ottobre 1976   |
| 13 | One of Our Elephants Is Missing     | A chi interessa un elefante? | 6 novembre 1976   |
| 14 | The Amazing Heist                   |                              | 13 novembre 1976  |
| 15 | The Circus Caper                    | Il mistero del circo         | 20 novembre 1976  |
| 16 | The Prehistoric Monster Caper       |                              | 25 novembre 1976  |